# District de Corbeil
Le district de Corbeil est une ancienne division administrative française du département de Seine-et-Oise qui exista de 1790 à 1795.

## Composition
Il était composé des cantons de Corbeil, Brunoy, Franeval, Mennecy, Montlhery, Sucy et Villeneuve.

## Pour approfondir

## Sources
1. ↑  Des villages de Cassini aux communes d'aujourd'hui, « Notice communale : Corbeil-Essonnes », sur ehess.fr, École des hautes études en sciences sociales (consulté le 26 juin 2021).
2. ↑  Des villages de Cassini aux communes d'aujourd'hui, « Notice communale : Brunoy », sur ehess.fr, École des hautes études en sciences sociales (consulté le 26 juin 2021).
3. ↑  Des villages de Cassini aux communes d'aujourd'hui, « Notice communale : Arpajon », sur ehess.fr, École des hautes études en sciences sociales (consulté le 26 juin 2021).
4. ↑  Des villages de Cassini aux communes d'aujourd'hui, « Notice communale : Mennecy », sur ehess.fr, École des hautes études en sciences sociales (consulté le 26 juin 2021).
5. ↑  Des villages de Cassini aux communes d'aujourd'hui, « Notice communale : Montlhéry », sur ehess.fr, École des hautes études en sciences sociales (consulté le 26 juin 2021).
6. ↑  Des villages de Cassini aux communes d'aujourd'hui, « Notice communale : Sucy-en-Brie », sur ehess.fr, École des hautes études en sciences sociales (consulté le 26 juin 2021).
7. ↑  Des villages de Cassini aux communes d'aujourd'hui, « Notice communale : Villeneuve-Saint-Georges », sur ehess.fr, École des hautes études en sciences sociales (consulté le 26 juin 2021).